# Stenersenknatten
Stenersenknatten är en kulle i Antarktis. Den ligger i Östantarktis. Norge gör anspråk på området. Toppen på Stenersenknatten är 870 meter över havet.
Terrängen runt Stenersenknatten är varierad. Trakten är glest befolkad. Närmaste befolkade plats är Novolazarevskaya Station, 16,6 kilometer nordost om Stenersenknatten. 